# Elaeocarpus valetonii
Elaeocarpus valetonii är en tvåhjärtbladig växtart som beskrevs av Bénédict Pierre Georges Hochreutiner. Elaeocarpus valetonii ingår i släktet Elaeocarpus och familjen Elaeocarpaceae. Utöver nominatformen finns också underarten E. v. longibarbatus.